# Zapadnobaludžijski jezik
Zapadnobelučki jezik (zapadnobaludžijski, zapadnobeludžijski; ISO 639-3: bgn), zapadnoiranski jezik belučke podskupine, kojim govori preko 1 800 000 ljudi većinom u Pakistanu, i manjim dijelom u Iranu, Afganistanu i Turkmenistanu.
U Pakistanu se govori na sjeverozapadu provincije Beludžistan (1 120 000). Dijalekti su mu lashari, rakhshani (raxshani) i sarawani kojima govore pojedine plemenske skupine od kojih su poznatiji Rahšani (Rakhshani) s plemenima Tauqi, Kubdani, itd.; Lašari (Lashari) i drugi.

## Unutarnje poveznice
- Istočnobelučki jezik
- Južnobelučki jezik

## Vanjske poveznice
- Ethnologue (14th)
- Ethnologue (15th)